# Каталонска освета
Каталонска освета (кат. Venjança catalana) је израз који је настао као последица убиства Руђера де Флора и око стотињак алмогавера 1305. године по наредби византијског принца Михајла, сина Андроника II. Након убиства, алмогавери су се сурово осветили општом пљачком, масакрима и пустошењем скоро целе Грчке, нарочито Тракије. Од њихове одмазде није била поштеђена ни Света гора, на којој су алмогавери попалили и похарали многе манастире, а једно време се под опсадом нашао и сам Хиландар који се одбранио захваљујући умешности будућег архиепископа Данила II Руски манастир св. Пантелејмона није имао исту срећу – био је до темеља срушен и спаљен.
Ови масакри су трајали пуне две године. Колико су недела алмогавера остала урезана у народном сећању говори чињеница да се у Грчкој сматра најгором клетвом кад неко каже: „Дабогда те стигла каталонска освета“.